# Dekanat Frontenhausen-Pilsting
Das Dekanat Frontenhausen-Pilsting war eins der (bis 2022) 33 Dekanate des Bistums Regensburg. Zum 1. März 2022 wurde es mit den Nachbardekanaten Eggenfelden und Dingolfing zum Dekanat Dingolfing-Eggenfelden zusammengelegt. Es gehört zur Region II – Landshut des Bistums.
Zum Dekanat Frontenhausen-Pilsting gehörten die nachfolgend aufgeführten Seelsorgeeinheiten (Stand: 2013). Die „führende“ Pfarrei, meistens der Sitz des zuständigen Pfarrers und des Pfarramtes, wird zuerst aufgeführt, die an der Pfarreiengemeinschaft beteiligten Pfarreien sind durch Semikolon getrennt, alle zu einer Pfarrei gehörigen Exposituren, Benefizien, Filialen und Nebenkirchen werden direkt nach der jeweiligen Pfarrei, vor dem trennenden Semikolon, aufgezählt. Die Liste ist alphabetisch nach den Ortsnamen der führenden Pfarreien geordnet.
- Pfarrei St. Jakob, Frontenhausen, dazugehörig Filiale St. Korona, Altenkirchen, Nebenkirche St. Sebastian, Frontenhausen, Nebenkirche St. Georg, Georgenschwimmbach, Nebenkirche St. Wolfgang, Loitersdorf, Nebenkirche St. Nikolaus, Rampoldstetten und Nebenkirche St. Margareta, Witzeldorf.
- Pfarrei St. Emmeram, Kollbach, dazugehörig Nebenkirche St. Martin, Geigenkofen, Nebenkirche St. Andreas, Marastorf, Nebenkirche St. Katharina, Niedertrennbach und Nebenkirche St. Maria Magdalena, Wimmersdorf; Pfarrei St. Margareta, Haberskirchen, dazugehörig Expositur St. Johann, Unterrohrbach
- Pfarrei St. Margareta, Mamming, dazugehörig Kuratbenefizium St. Peter, Bubach, Filialkirche St. Magdalena, Graflkofen, Filialkirche St. Laurentius, Seemannskirchen; Pfarrei St. Martin, Niederhöcking, dazugehörig Filiale Johannes der Täufer und Johannes der Evangelist, Usterling, Filiale Mariä Unbefleckte Empfängnis, Zulling, Nebenkirche St. Pankratius, Oberhöcking, Nebenkirche St. Petrus und Paulus, Thanhöcking und Nebenkirche St. Maria, Weihern
- Pfarrei Mariä Himmelfahrt, Marklkofen, dazugehörig Filiale St. Georg und Martin, Poxau, Nebenkirche St. Petrus und Paulus, Aiglkofen, Nebenkirche St. Leonhard, Aunkofen, Nebenkirche St. Johannes der Täufer, Johannisschwimmbach, Nebenkirche Klosterkirche Karl Borromäus, Poxau, Nebenkirche Schmerzhafte Mutter Gottes, Kalvarienberg, Poxau, Nebenkirche St. Ulrich, Ulrichschwimmbach; Pfarrei Mariä Himmelfahrt; Steinberg, dazugehörig Nebenkirche Hl. Dreifaltigkeit, Freinberg (Marklkofen)|Freinberg
- Pfarrei Mariä Himmelfahrt, Oberhausen, dazugehörig Nebenkirche St. Margareta, Altersberg, dazugehörig Nebenkirche St. Wolfgang, Haingersdorf, dazugehörig Nebenkirche St. Georg, Loitersdorf; Pfarrei St. Willibald, Englmannsberg ; Pfarrei St. Georg, Griesbach, dazugehörig Filiale St. Wolfgang, Untergünzkofen
- Pfarrei Mariä Himmelfahrt, Pilsting, dazugehörig Benefizium St. Leonhard, Ganacker, Benefizium St. Ottilia, Parnkofen mit Filialkirche St. Dionysius, Wirnsing, Filialkirche St. Nikolaus, Gosselding, Nebenkirche Kreuzerhöhung, Harburg, Nebenkirche St. Stephan, Waibling; Pfarrei St. Georg, Großköllnbach, dazugehörig Filiale St. Pankratius, Leonsberg, Filiale St. Petrus, Töding
- Pfarrei St. Michael (Reisbach), dazugehörig Nebenkirche St. Salvator, Reisbach, Nebenkirche St. Wolfsindis, Reisbach, Nebenkirche St. Stephan, Reith
- Pfarrei St. Johann Evangelist, Ruhstorf, dazugehörig Nebenkirche St. Nikolaus, Fränkendorf, Nebenkirche St. Martin, Oberengbach, Nebenkirche St. Petrus und Paulus, Pischelsdorf; Pfarrei St. Georg, Failnbach
- Pfarrei St. Johannes, Wallersdorf, dazugehörig Filiale Mariä Geburt, Moosfürth, Nebenkirche St. Sebastian, Wallersdorf, Nebenkirche Schmerzhafte Mutter, Friedhofskapelle, Wallersdorf; Pfarrei St. Rupert, Altenbuch , dazugehörig Nebenkirche St. Elisabeth, Büchling, Nebenkirche St. Petrus und Paulus, Grafling, Nebenkirche Hl. Kreuz, See; Pfarrei St. Laurentius, Haidlfing, dazugehörig Nebenkirche St. Antonius von Padua, Haidlfing